# Forns de calç de Sarroca
Els Forns de calç de Sarroca és una obra de Sarroca de Lleida (Segrià) inclosa a l'Inventari del Patrimoni Arquitectònic de Catalunya.

## Descripció
Conjunt de dos forns de calç de grans dimensions, en un estat de conservació mitjà. Ambdós conserven la seva estructura circular -un d'ells, però, només conserva una part. Els murs exteriors presenten carreus irregulars, mentre que els interiors estan construïts amb maons. Les construccions encara conserven la boca del forn, una obertura d'arc apuntat.